# Província de Souk Ahras
La província o wilaya de Souk Ahras (àrab: ولاية سوق أهراس, wilāyat Sūq Ahrās) és una província o wilaya d'Algèria.
En època romana va ser coneguda com a Thagaste o Tagaste i va ser el lloc de naixement d'Agustí d'Hipona i un dels llocs on aquest important personatge històric va viure i va estudiar.
La seva capital és la ciutat de Souk Ahras, altres ciutats d'aquesta província són Sedrata i Khemissa.